# André Drolet
André Drolet (né le 1er juin 1954) est un homme politique québécois. 
Il a été député libéral de l'Assemblée nationale du Québec. Il représente la circonscription de Jean-Lesage de l'élection générale québécoise de 2008 à 2018.

## Biographie
André Drolet, originaire du Vieux-Limoilou, est un homme d'affaires qui a plus de 25 ans d'expérience en vente et en relations publiques. Il a travaillé pour la brasserie O'Keefe et l'embouteilleur Alex Coulombe, et a été propriétaire de quelques commerces, dont deux restaurants Chez Ashton. Il est actuellement directeur du développement des affaires dans le Groupe Michel Cadrin.
Il a aussi été engagé dans la communauté, notamment au Patro Roc-Amadour, au Centre paroissial Saint-François d’Assise (aujourd’hui le Centre Jean-Guy Drolet), ainsi qu'à titre de président du Carnaval de Québec en 1993 et de président du Club Rotary de Beauport en 1996. Il a également été président de la Fondation du Centre psychopédagogique, une école spécialisée pour les jeunes ayant des problèmes d’apprentissage (2001 à 2008), et est membre du Conseil d’administration et du comité exécutif de la Chambre de commerce de Québec.

## Carrière politique
Élu pour la première fois député lors des élections générales québécoises de 2008, André Drolet a occupé les fonctions d'adjoint parlementaire du ministre du Développement économique, de l'Innovation et de l'Exportation de 2009 à 2012, membre de la Commission de l'économie et du travail et membre de la Commission de l'aménagement et du territoire. Réélu par 651 votes aux dépens de Pierre Châteauvert du Parti québécois lors de l'élection du 4 septembre 2012, il est nommé porte-parole de l'Opposition officielle en matière de petites et moyennes entreprises et d'entrepreneuriat.
Réélu aux élections générales du 7 avril 2014, il a été successivement adjoint parlementaire du ministre délégué aux Petites et Moyennes Entreprises, à l’Allègement réglementaire et au Développement économique régional, Jean-Denis Girard, d'avril 2014 à février 2016, puis de la ministre responsable des Petites et Moyennes Entreprises, de l’Allègement réglementaire et du Développement économique régional, Lise Thériault jusqu'en 2018.